# Natalia Murshchakina
Natalia Vladimirovna Murshchakina (en russe : Наталья Владимировна Мурщакина), née Moroz (Мороз) le 19 avril 1976 à Polatsk, est une biathlète biélorusse.

## Biographie
Elle connaît une carrière internationale courte entre 1996 et 1999.
Aux Jeux olympiques d'hiver de 1998, elle est 28e du sprint et 12e du relais. Cette même année, elle obtient son unique podium en Coupe du monde au relais d'Osrblie, où elle marque ses premiers et uniques points avec une 19e position. 

## Palmarès

### Jeux olympiques d'hiver
| Épreuve / Édition           | Individuel | Sprint | Relais |
| Jeux olympiques 1998 Sotchi | -          | 28e    | 12e    |

### Championnats du monde
| Épreuve / Édition                            | Individuel | Sprint | Poursuite | Départ en ligne | Relais |
| Mondiaux 1999 Kontiolahti/ Oslo-Holmenkollen | 58e        | 38e    | 44e       | -               | -      |

### Coupe du monde
- Meilleur classement général : 61e en Coupe du monde de biathlon 1998-1999.
- Meilleur résultat individuel : 19e.
- 1 podium en relais : 1 deuxième place.

### Championnats du monde de biathlon d'été
- Médaille d'or du relais en 1997 et 1998 (cross).